# Jean-Gérard Ernst
Pour les articles homonymes, voir Ernst.
Jean-Gérard Ernst, de ses prénoms complets Jean-Gérard-Joseph Ernst, dit Ernst aîné, né à Aubel le 12 octobre 1782 et mort à Louvain le 6 octobre 1842, est un juriste belge, qui est recteur de l'université de Liège puis professeur à la faculté de droit de l'université catholique de Louvain.

## Biographie

### Jeunesse et études
Jean-Gérard-Joseph Ernst nait le 12 octobre 1782 à Aubel. Après des humanités à Aix-la-Chapelle, il s'installe à Liège, sous la supervision de l'avocat Jean-Hubert Vincent,. En 1806, douze écoles de droit sont créées, dont celle de l'université impériale à Bruxelles. Jean-Gérard Ernst y acquiert son bachelier en droit le 9 mars 1807 et sa licence le 21 avril suivant, ce qui ne manque pas d'impressionner ses maîtres. Brillant juriste, il est nommé en janvier 1810 par Louis de Fontanes, grand maître de l'Université, professeur suppléant à l'université impériale à Bruxelles. Il en devient docteur le 6 juillet de la même année, félicité publiquement par les autorités académiques (Charles Van Hulthem et Pierre van Gobbelschroy),. En 1811, une chaire de Code Napoléon, nom donné à l'époque au droit civil, est ouverte. Même si on lui accorde une dispense d'âge (Jean-Gérard Ernst n'a pas encore 30 ans, âge limite pour postuler), le concours ne sera ouvert qu'en 1813. Il obtient le poste et est même exempté, en 1815, de son service dans la milice nationale.

### Carrière à l'université de Liège
Lors de la création du royaume uni des Pays-Bas, il devient professeur de droit civil, droit naturel et droit public à l'université de Liège par arrêté royal du 3 juin 1817 où ses frères Antoine Ernst et Lambert Ernst (nl) sont également nommés professeurs. Il est nommé recteur de l'université entre 1819 et 1820. En 1827, il est de nouveau proposé par le gouvernement à ce poste. Un nouveau règlement sur la fréquentation des cours, et décrié par les étudiants et l'almanach Matthieu Lansbert, avait été mis en place et Jean-Gérard Ernst réussit à apaiser les tensions,. Grâce à son mérite, il obtient le grade de chevalier de l'ordre du Lion néerlandais. Il refuse néanmoins d'être reconduit dans son rôle de recteur et de recevoir d'autres distinctions.
Lors de la création du royaume de Belgique, Théodore Teichmann, alors ministre de l'intérieur ad interim, fait entrer Jean-Gérard Ernst dans la commission sur l'instruction publique,. Il se distingue dans ce rôle et en 1832, le ministre Barthélemy de Theux de Meylandt veut lui confier le poste de secrétaire inspecteur de l'université de Liège, mais il refuse cette lourde tâche. Il reprend néanmoins le poste de recteur entre 1834 et 1835.
Lors du transfert de l'université catholique de Malines à Louvain, le chanoine Pierre de Ram, recteur de cette nouvelle université chercher à constituer une faculté de droit, et Jean-Gérard Ernst cède à sa demande de venir enseigner dans l'université catholique. Il y est nommé le 13 juin 1835 professeur ordinaire de droit national et de droit civil et il est bientôt rejoint par ses frères Antoine et Albert.

### Décès
La santé de Jean-Gérard s'aggrave néanmoins rapidement, souffrant d'une affection des poumons. Il meurt le 6 octobre 1842 à Louvain. Il est inhumé au cimetière de l'abbaye de Parc.

### Vie privée
Jean-Gérard Ernst se marie en 1818 et a quatre enfants,. Sa femme et deux de ses enfants meurent quelques années après. Il est de confession catholique.
Il siège comme conseiller communal à Liège.

## Publications
Jean-Gérard Ernst ne publie pas et seul sa thèse, publiée en 1818, est connue : 
- De acquirendâ vel amittendâ hæreditate, 1818.
- Sur les successions irrégulières